# Гамбия на летних Олимпийских играх 1992
Гамбия принимала участие в Летних Олимпийских играх 1992 года в Барселоне (Испания) в третий раз за свою историю, но не завоевала ни одной медали. Страну представляли пять легкоатлетов.

## Лёгкая атлетика
Спортсменов — 5
Мужчины
| Спортсмен                                               | Вид              | Забег               | Забег | Четвертьфинал | Четвертьфинал | Полуфинал | Полуфинал | Финал     | Финал     |
| Спортсмен                                               | Вид              | Результат           | Место | Результат     | Место         | Результат | Место     | Результат | Место     |
| ------------------------------------------------------- | ---------------- | ------------------- | ----- | ------------- | ------------- | --------- | --------- | --------- | --------- |
| Абдулех Джанех                                          | 100 м            | 10,71               | 4     | Не прошёл     | Не прошёл     | Не прошёл | Не прошёл | Не прошёл | Не прошёл |
| Ламин Мариконг                                          | 200 м            | 22,33               | 6     | Не прошёл     | Не прошёл     | Не прошёл | Не прошёл | Не прошёл | Не прошёл |
| Ламин Мариконг                                          | 400 м            | дисквали- фицирован | -     | Не прошёл     | Не прошёл     | Не прошёл | Не прошёл | Не прошёл | Не прошёл |
| Момоду Н'Джийе                                          | 1500 м           |                     |       |               |               | 4.13,52   | 13        | Не прошёл | Не прошёл |
| Доуда Джаллоу Момоду Сарр Абдулех Джанех Ламин Мариконг | Эстафета 4х100 м | 40,98               | 6     | Не прошли     | Не прошли     | Не прошли | Не прошли | Не прошли | Не прошли |